# マルガヌス1世
マルガヌス1世（Marganus I、ウェールズ語：Margan）は、年代記編纂者ジェフリー・オブ・モンマスの『ブリタニア列王史』に語られている、ブリトン人の伝説的王である。
彼はアルバ公マルガラウルスとレイルの娘ゴネリルの子息である。
レイルの孫マルガヌスは、叔母コーデリアによるブリトン王国の統治を蔑んでいた。彼のいとこクネダギウスの助けを借り、マルガヌスはコーデリアから王国を奪い、その半分を統治した。コーデリアの自殺後、マルガヌスはハンバー川北東のブリトン地域を支配するようになった。
マルガヌスはレイルの長男の継承者であり、また仲間の影響を受け、ブリトンの半分だけを支配していることに不満を持った。彼はコーンウォールを通って焦土作戦を開始し、クネダギウスの軍隊へ到着した。クネダギウスはマルガヌスを打ち倒し、マルガヌスは逃亡した。クネダギウスはブリトン全土で彼を追跡し、ウェールズで彼を追い詰めた。そこでクネダギウスはマルガヌスを殺し、全ブリトンの国王となった。彼はいとこに敬意を表し、その地をマーゴンと名付けた。

## 後世の文化
マルガヌスとクネダギウスの闘いは、トーマス・ノートンとトマス・サックヴィルの戯曲『ゴーボダック』の中で、内乱の可能性に対する警告として2度登場する。